# Vijfenzeventig (hoorspel)
Vijfenzeventig is een hoorspel van Roderich Feldes. Der fünfundsiebzigste werd op 3 mei 1977 uitgezonden door de Hessischer Rundfunk. Johan van Nieuwenhuizen vertaalde het en de NCRV zond het uit in het programma Literama woensdag op woensdag 21 april 1982. De regisseur was Ab van Eyk. Het hoorspel duurde 20 minuten.

## Rolbezetting
- Dries Krijn (Schneider)
- Dick Scheffer (zijn zoon Manfred)
- Paul van Gorcum (burgemeester Pohrmann)

## Inhoud
Op zijn vijfenzeventigste verjaardag wordt aan "Opa" Schneider door talrijke gelukwensers "kracht" und "verwonderlijke frisheid van geest" toegeschreven. Daardoor ontsteekt hij, tot verwondering van zijn zoon, in hevige toorn. Maar Schneider maakt hem en ons duidelijk, wat er eigenlijk achter dergelijke gelukwensclichés schuilt…